# Entephria nobiliaria
Entephria nobiliaria là một loài bướm đêm thuộc họ Geometridae. Nó được tìm thấy ở Scandinavia đến Xibia và ở các vùng núi của châu Âu.
Sải cánh dài 26–33 mm. Con trưởng thành bay vào tháng 7.
Ấu trùng ăn các loài Saxifraga, bao gồm Saxifraga oppositifolia. Loài này trả qua mùa đông trong giai đoạn ấu trùng.

## Phụ loài
- Entephria nobiliaria nobiliaria
- Entephria nobiliaria borearia Prout, 1914